# Siphonognathus caninis
Siphonognathus caninis és una espècie de peix pertanyent a la família dels odàcids.

## Descripció
- Pot arribar a fer 10 cm de llargària màxima.[6][7]

## Hàbitat
És un peix marí, demersal i de clima subtropical (32°S-40°S) que viu entre 5 i 25 m de fondària.

## Distribució geogràfica
Es troba a l'Índic oriental: Austràlia.

## Observacions
És inofensiu per als humans.